# Herb gminy Kuczbork-Osada
Herb gminy Kuczbork-Osada – symbol gminy Kuczbork-Osada.

## Wygląd i symbolika
Herb przedstawia na tarczy w polu czerwonym złotą strzałę grotem w górę, wspartą na złotym półpierścieniu. Jest to historyczny herb miasta Kuczbork oraz nawiązanie do herbu Ogończyk, którym posługiwał się ród Kuczborskich, właścicieli miasta.